# Карликовая галактика в созвездии Печь
Карликовая галактика в созвездии Печь (англ. Fornax Dwarf) — эллиптическая карликовая галактика в созвездии Печь. Одна из первых открытых карликовых галактик. Обнаружена Х. Шепли в 1938 г. с помощью 24-дюймового рефлектора обсерватории Бойдена в ЮАР. В настоящее время относится к подклассу карликовых сфероидальных галактик (dSph или dE0).
Эта галактика относится к спутникам нашей Галактики и содержит шесть шаровых скоплений, самое большое из которых, NGC 1049, было открыто раньше, чем сама карликовая галактика. Большая часть звёзд в галактике относится к старым звёздам населения II. Галактика в Печи удаляется от нашей Галактики со скоростью 53 км/с.
По расчётам учёных из Калифорнийского университета в Риверсайде (США), один миллиард лет назад карликовая галактика в созвездии Печь была спутником Большого Магелланова Облака.

## Шаровые скопления
С помощью Космического телескопа им. Хаббла Буонанно и др. в 1999 году построили диаграмму цвет-величина для шарового скопления Fornax 4. В отличие от шаровых скоплений Fornax 1, 2, 3, и 5, в которых горизонтальная ветвь простирается на большой цветовой диапазон и включает переменные звёзды типа RR Lyr, Fornax 4 содержит только красные звёзды на своей горизонтальной ветви. Кроме того, Fornax 4 моложе других шаровых скоплений на 3 млрд лет. Буонанно и др. отметили, что диаграмма цвет-величина для Fornax 4 похожа на такие диаграммы для молодых шаровых скоплений. Этот факт приводит к двум вопросам: почему в карликовых галактиках возможно образование шаровых скоплений типа Fornax 4 и Terzan 7 гораздо позже того времени, когда сформировалась большая часть таких скоплений? Возможно ли, чтобы молодое шаровое скопление во внешнем гало, подобное Ruprecht 106, сформировалось в распавшейся к настоящему времени карликовой галактике.